# 博睿學術出版社

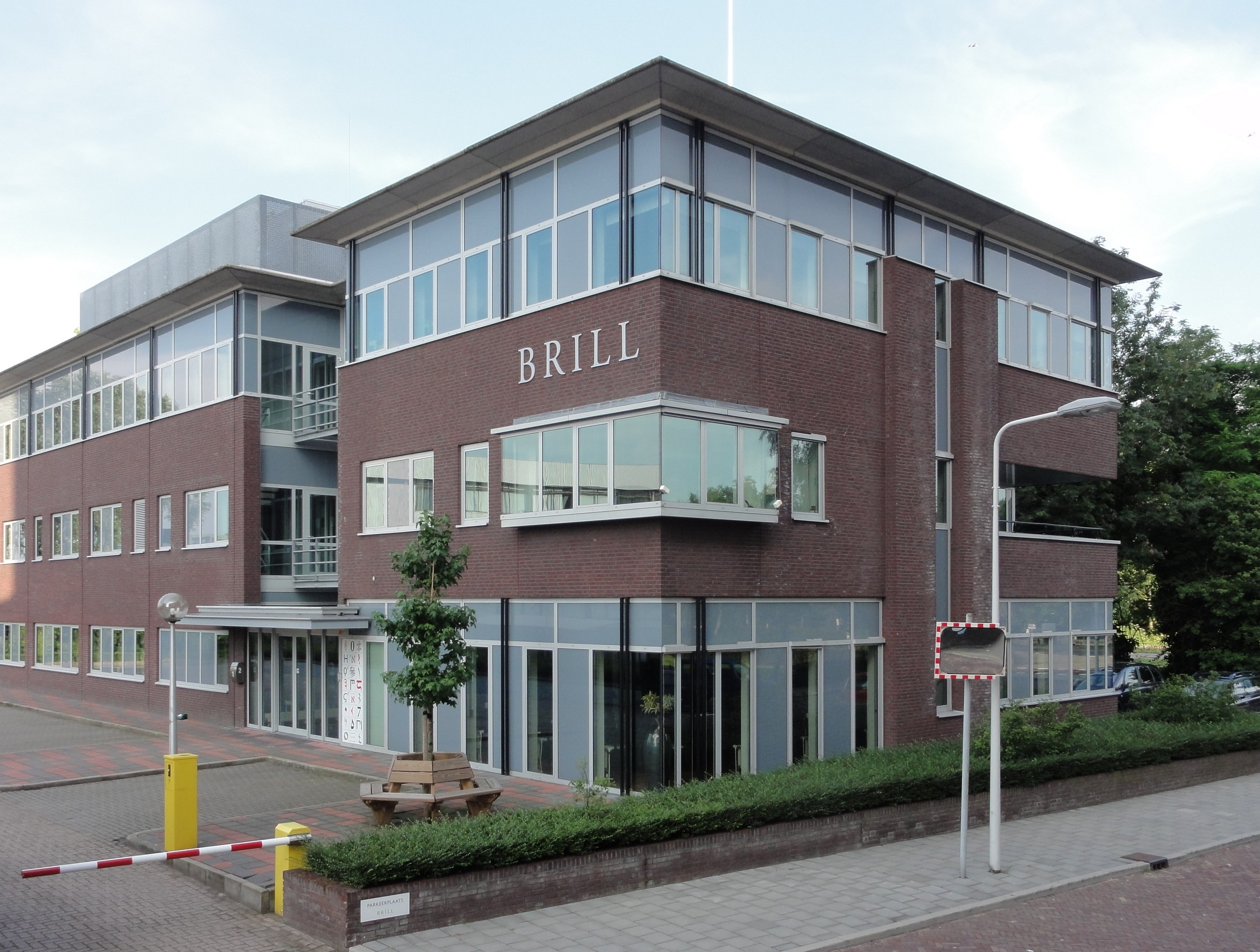
博睿學術出版社的辦公大樓

博睿學術出版社（英語：Brill Academic Publishers）是一家荷兰学术期刊和學術圖書出版商。

## 历史
博睿學術出版社于1683年在荷兰莱顿成立。博睿學術出版社在莱顿、波士顿、帕德博恩和新加坡设有办事处，目前每年出版600种期刊和约2000本新书以及参考书，而且所有博睿學術出版社的开放获取的文獻均接受外部、单盲或双盲同行评审。 